# Carmen Boni
Carmen Boni (1901 – 1963) foi uma atriz italiana da era do cinema mudo.

## Filmografia selecionada
- La dama de Chez Maxim's (1923)
- Goodbye Youth (1927)
- Katharina Knie (1929)
- The Adjutant of the Czar (1929)
- Latin Quarter (1929)
- The Woman Dressed As a Man (1931)
- The Count of Monte Cristo (1943)
- Man to Men (1948)